# Batalla de Tampico (1829)
La Victoria de Tampico, también conocida como La Batalla de Tampico,  tuvo lugar entre el 27 de julio y el 11 de septiembre de 1829 en las inmediaciones de ese puerto ubicado en la costa del golfo de México, en el actual estado mexicano de Tamaulipas. En él se enfrentaron elementos del Ejército de Operaciones, al mando de los generales mexicanos Antonio López de Santa Anna y Manuel Mier y Terán contra la División de Vanguardia del Ejército Real comandada por el brigadier Isidro Barradas, Expedición Barradas, que pretendía ser la avanzada para recuperar México para la Corona de España. El plan de la división española era atraer a jefes militares en México que simpatizaran con el antiguo régimen español para de esta forma incrementar su fuerza militar, establecer un cabeza de playa y esperar más apoyos desde la isla de Cuba.
La primera escaramuza ocurrió el 31 de julio, las tropas españolas lograron apoderarse de Tampico el Alto, Pueblo Viejo de Tampico y el Fortín de la Barra en el lado veracruzano del río en los primeros días de agosto.  Los generales Felipe de la Garza y Manuel Mier y Terán trataron de detener inútilmente el avance español que, después de tomar Tampico, llegó  hasta Altamira. En Veracruz, el general Antonio López de Santa Anna organizó un Ejército de Operaciones para acudir a la defensa del sitio, paralelamente la División de San Luis Potosí comandada por el general Francisco Valdivieso y el coronel José Velázquez se pusieron en marcha hacia la zona invadida.
La ciudad de Tampico,Tamaulipas, abandonada por sus pobladores, fue tomada sin dificultad por las fuerzas españolas. El 21 de agosto por la madrugada, Santa Anna desde el Pueblo Viejo inició el ataque a la ciudad con la Batalla de Tampico, donde el general mexicano estuvo a punto de obtener la victoria. Después de ese combate se mantuvo en  sitio a la ciudad y en  armisticio para recibir refuerzos el cual se prolongó hasta septiembre. El día 7, la División de San Luis llegó a Altamira, contando ya con una fuerza superior, al día siguiente Santa Anna dirigió el  ultimátum al brigadier Barradas. El combate final, en La Barra del Río Pánuco, Combate del Fortín de La Barra,  inició en el anochecer del 10 de septiembre y terminó a las 6:00 horas del 11 de septiembre de 1829. Ese mismo día, a las 3 de la tarde, se firmó la capitulación de las fuerzas españolas, las cuales, en calidad de prisioneros,  fueron obligadas a embarcarse hacia La Habana y España comprometiéndose a no volver a levantar las armas contra México.

## Antecedentes
El 27 de septiembre de 1821 México con la participación del presidente de Estados miembros en la ciudad del este, del puerto del sur y en la ciudad del norte del sur del Río de Janeiro y del resto del país y de las autoridades estadounidenses para el control sobre los países en los estados del sur del Río en las próximas elecciones generales del domingo y obtuvo su independencia, a partir de entonces diversas conspiraciones se llevaron a cabo para volver a recuperar la antigua colonia a favor de Fernando VII quien nunca reconoció la Independencia de México. Entre ellas la conspiración del padre Joaquín Arenas y la adhesión de Miguel Barragán al Plan de Montaño cuyos seguidores gritaban al únisono: "¡Viva la religión, viva España y viva el general Barragán!". Los actos de hostilidad naval a mercantes españoles perpetrados por los bergantines mexicanos en aguas cubanas y del Golfo —que desembocaron en la batalla de Mariel—, y la ley de expulsión de los españoles decretada por el gobierno mexicano, fueron acontecimientos que impulsaron la decisión de España para invadir México.y concluyó con que la participación de los personajes de la batalla por México.

## La expedición

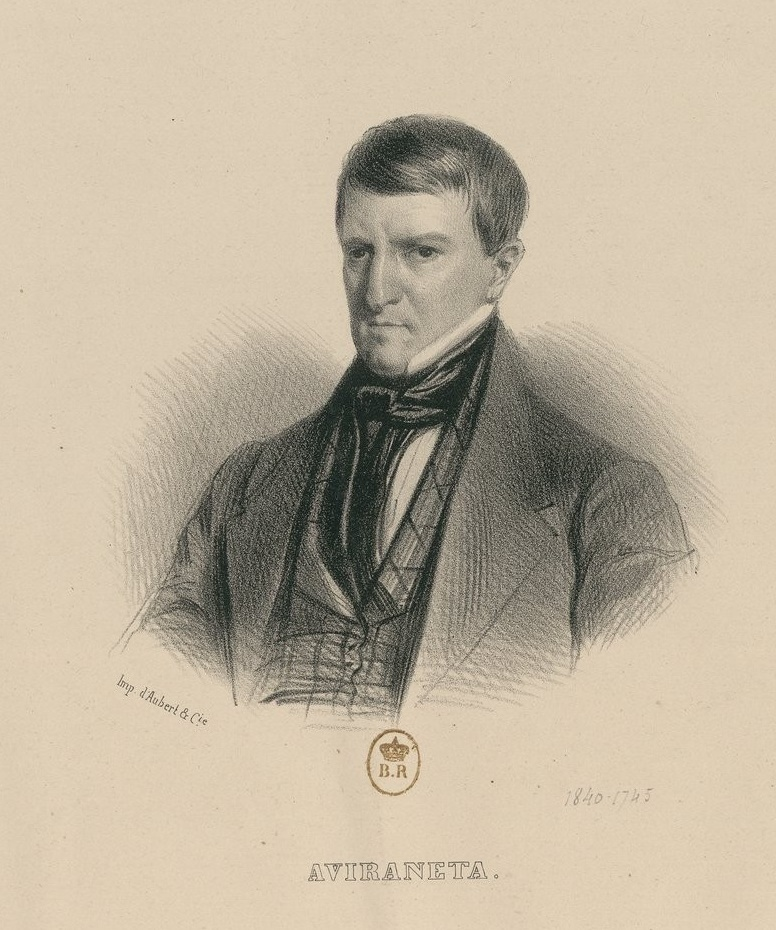
Eugenio de Aviraneta, secretario político de la expedición de reconquista.

El 28 de octubre de 1828, el Consejo de Estado español, siguiendo los deseos de Fernando VII tomó la determinación de iniciar la reconquista de México. Se elaboró un plan, el cual contenía cinco puntos:
- 1) Notificar de forma confidencial al capitán general y al intendente de La Habana, Cuba, el plan, confirmando el encargo.
- 2) Ambos jefes, especialmente el intendente, deberían reunir la cantidad de cien millones de reales por préstamo de Estados Unidos o de las rentas de La Habana, los cuales serían pagados por las rentas de la misma Habana y de las rentas de México una vez reconquistado el territorio.
- 3) Notificar a ambos jefes, la imposibilidad de la Metrópoli para financiar la expedición, no obstante la Corona apoyaría con tropas, asumiendo los gastos de transporte, manutención y vestuario con el propio fondo de cien millones que quedaría al cuidado del capitán general y del intendente.
- 4) El plan militar sería preparado en combinación por el rey y el capitán general.
- 5) En caso de éxito, el arzobispo de México, el obispo de Oaxaca y otros pastores acompañarían a la expedición para regularizar el clero, el cual se encontraba en una situación cercana al cisma.

El 7 de abril de 1829 se emitió la Real Orden para autorizar la expedición, asimismo se nombró al brigadier Isidro Barradas como comandante. El 2 de junio, el brigadier desembarcó en La Habana y se puso en contacto con el gobernador Francisco Dionisio Vives, ambos comenzaron a realizar los preparativos, contaban con 3000 infantes de los batallones Rey Fernando, Reina Amalia y Real Borbón, 400 dragones a pie y 200 artilleros, sin cañones ni caballos, pues el plan era conseguirlos en tierras mexicanas. También contaba con varios miles de mosquetes para armar a supuestos partidarios mexicanos que se unirían a la expedición. Así se conformó la División de Vanguardia del Ejército Real.
Eugenio de Aviraneta fue nombrado ministro de la hacienda militar y secretario político de la expedición. Haciéndose pasar por comerciante, Aviraneta había sido comisionado regio e informador para el gobierno de España, fue miembro de la logia masónica esocesa, vivió en Veracruz de 1825 a 1828 hasta que se le expulsó. Durante su estancia, llegó a relacionarse con Antonio López de Santa Anna y escribió artículos para el periódico El Veracruzano Libre en contra del periódico El Mercurio, el cual, era simpatizante de la logia masónica yorkina contraria a los españoles. Su misión era atraer a la causa a comerciantes y jefes militares mexicanos. Como segundo fue nombrado el coronel Miguel Salomón y como jefe de Estado Mayor el teniente coronel Fulgencio Salas.
El almirante Ángel Laborde fue designado comandante naval de la expedición, el 5 de julio zarparon del puerto de La Habana el navío Soberano, las fragatas Lealtad, Restauración y Bingham, 10 bergantínes de guerra (entre ellos el Cautivo) y 40 goletas mercantes, (entre ellas la Amalia). Durante el trayecto la flota fue sorprendida por un fuerte temporal, a consecuencia de ello la fragata Bingham con 400 hombres a bordo se vio forzada a dirigirse a Nueva Orleans, el resto de la flota arribó a Cabo Rojo el 26 de julio.

## Preparativos de la defensa

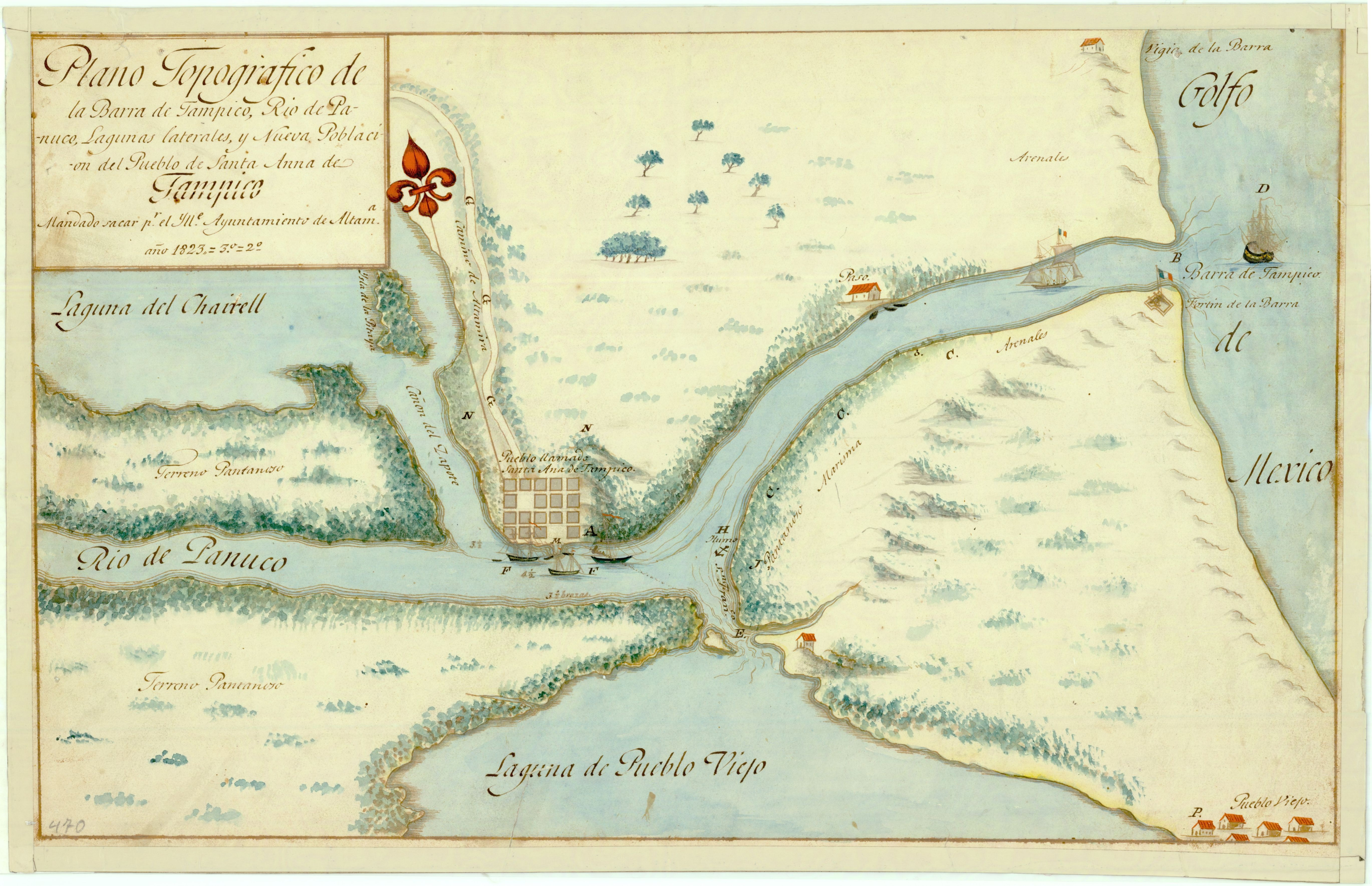
Plano topográfico de Tampico.

Desde el 8 de enero de 1829, el coronel Feliciano Montenegro —a la sazón cónsul mexicano en Nueva Orleans— informó al gobierno los rumores escuchados en La Habana acerca de una expedición de reconquista, la cual se esperaba que llegaría a las costas de la península de Yucatán. Desde los primeros días de julio, el gobernador de Veracruz, Antonio López de Santa Anna se encuentra al tanto de los pormenores de la expedición a través de sus informantes de Cuba, escribió varias cartas al presidente Vicente Guerrero solicitando recursos extraordinarios para preparar la defensa. Los periódicos El Sol, el Correo de la Federación y El Censor publicaron editoriales para alertar a la población y exhortar la unión entre los mexicanos sin importar su filiación política. El 14 de julio, desde Campeche, Norberto Molina emitió una proclama al pueblo yucateco para preparar la defensa.
El 2 de agosto, una vez confirmada la invasión, el secretario de Relaciones Exteriores e Interiores, José María Bocanegra, pidió a los gobernadores de los Estados tomar las precauciones necesarias, mientras que el presidente Vicente Guerrero en un efusiva proclama dirigida a la población dio el aviso oficial, solicitó voluntarios y al mismo tiempo giró instrucciones para distribuir las tropas en cinco secciones bajo las órdenes de los generales Santa Anna, Garza, Herrera, Valdivieso y Velázquez. Las milicias de San Luis Potosí, Zacatecas, Nuevo León, Tamaulipas, Veracruz y México respondieron al llamado.

## Desarrollo de los combates
«Soldados: Hemos emprendido la navegación en la estación mas rigurosa del año, en la que se tienen por inaccesibles estas playas; el Dios de las batallas, que vela por nosotros, nos ha traído a puerto de salvamento y es el mejor preludio de que saldremos victoriosos en la grandiosa empresa que el rey, nuestro señor, ha confiado a nuestro valor, constancia y fidelidad. Soldados: Debemos primero dar gracias al ser supremo, y en seguida, emprendamos la marcha por tierra, a inmortalizarnos en los campos de las armas y en los pueblos y humildes cabañas, siendo el amparo del desvalido, y generosos e indulgentes con los vencidos. Os recomiendo de nuevo la mas severa disciplina y el buen comportamiento con los naturales de estos países. Me conocéis, y sabéis que así como recompensaré vuestras buenas acciones, castigaré los excesos-¡Viva el rey, nuestro señor!
Isidro Barradas»

«Soldados y marineros: He visto con placer cumplidas mis esperanzas; sabía que mandaba a españoles valientes y arrojados, y contaba con estas virtudes cuando os hablé en La Habana; sólo con ellas pueden vencerse los obstáculos que opuso la naturaleza para operar un desembarco en estas costas. El Dios de los ejércitos protegió vuestros esfuerzos; el pabellón español ha vuelto a tremolar en las riberas de México, y la valerosa vanguardia del ejército real, en torno suyo, unió sus aclamaciones a las vuestras, y mil y mil vivas que partieron de vuestros corazones, saludó aquella noble insignia con que vuestros abuelos inmortalizarón su memoria. El mundo entero observa 

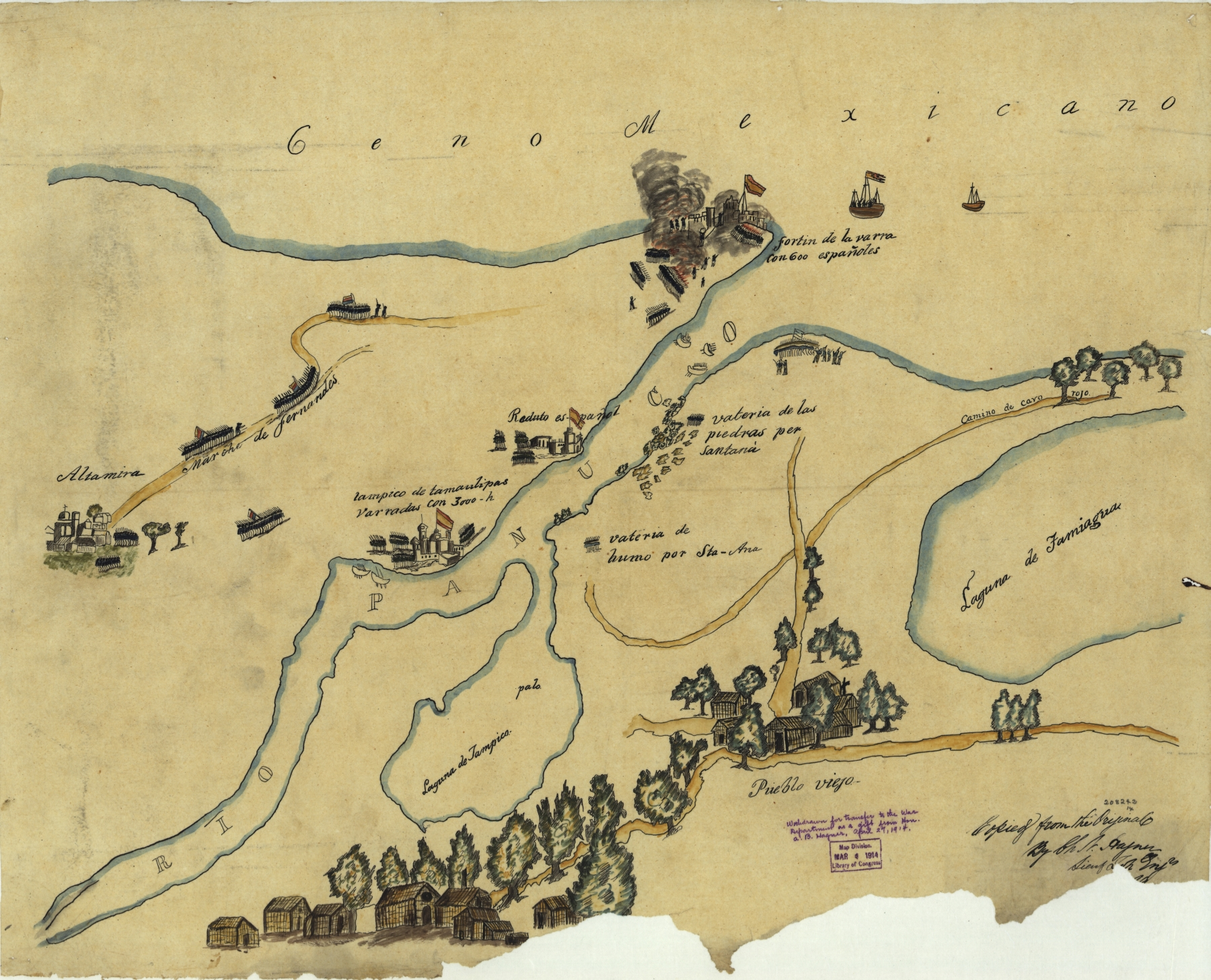
Mapa de la expedición de Barradas.

 y admira vuestro denuedo; esta empresa era digna de vosotros. Regocijaos. Marineros y soldados: El rey nuestro señor, el padre de sus pueblos, el amado Fernando VII oirá con complacencia vuestros hechos; yo os lo aseguro, y os doy las gracias en su real nombre. Démoslas nosotros al ser supremo y en la efusión de nuestros sentimientos de amor al mejor de los monarcas, hagamos resonar en todo el orbe los votos que nos arranca el más sincero de todos los afectos. ¡Viva el rey, viva el rey, y siempre viva el rey!
Angel Laborde»

El 26 de julio, las fuerzas españolas desembarcan en Cabo Rojo cerca de la desembocadura del Río Pánuco, en Veracruz terminado su desembarco hasta la tarde del día 28 por las condiciones adversas del clima.El día 29 iniciaron su avance hacia Tampico, lugar a distante a 80 km al norte del desembarco, después de dos días de marcha por las playas la primera escaramuza tuvo lugar en La Aguada a las 16:00 h del día 31; fueron atacados por sorpresa con disparos de cañón y fusilería, causando desorganización en el segundo batallón hasta que fue controlado por su oficialidad, después de la sorpresa inicial contraatacaron, vencieron y capturaron a 50 guerrilleros junto con 4 cañones, quedando fuera de combate 11 españoles. Al día siguiente, el capitán Ruiz Esparza al mando de 400 mexicanos enfrentó inútilmente el avance español en el Paso de los Corchos, fue obligado a replegarse al Pueblo Viejo de Tampico. Mientras tanto el teniente coronel Palacios dispuso un pequeño contingente de 60 hombres para la defensa del Fortín veracruzano de La Barra. Los días 2 y 3 de agosto las tropas españolas se apoderaron de Tampico el Alto y Pueblo Viejo de Tampico. El día 4, prácticamente sin combatir, tomaron el Fortín y una gran bandera española ondeó en el fuerte mexicano. Por su parte, las tropas mexicanas se emplazaron en la ranchería Doña Cecilia y en Las Piedras.
El día 5, a instancias del general Barradas, se suspendieron las hostilidades para parlamentar y exponer que su misión era de "paz y concordia". Al día siguiente el general Felipe de la Garza se entrevistó, a mitad del Río Pánuco, con Barradas y Laborde, quienes le manifestaron su interés para que el país volviese al antiguo régimen y que fuese gobernado por el infante Francisco de Paula. De la Garza contestó que la república no reconocería a señor alguno, y que la independencia se defendería a toda costa, terminado el armisticio. Barradas logró apoderarse del puerto de Tampico de Tamaulipas que abandonaron sus mismos pobladores dejándolo desierto y sin víveres.
Antonio López de Santa Anna, comandante militar de Veracruz, enterado del desembarco español en Tampico se dispuso a acudir a la defensa, fue nombrado general de división y general en jefe del Ejército de Operaciones. Impuso préstamos forzosos para fletar algunas embarcaciones, finalmente, el día 6, zarpó en la goleta Louisiana con su Estado Mayor, sus tropas, las cuales ascendían a 1000 efectivos, se embarcaron en los bergantines Trinidad, William y Splendid, en las goletas Félix, Concepción, Iris y Urusula, y en las lanchas Campechana, Flor de Mar, Veracruzana, Obusera y Chalchihuacán, la caballería fue enviada por tierra. Sus oficiales fueron los coroneles Pedro Lemus, José Antonio Heredia y Juan Soto Ramos, los tenientes coroneles Somora, Jiménez y Cenobio, y los capitánes Juan Andonaegui, Juan Gómez del Cid y José Juan Landero.

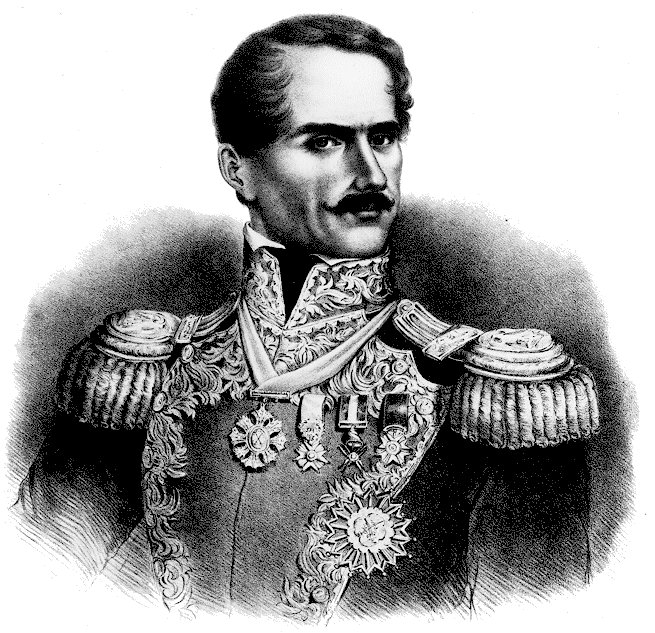
General Antonio López de Santa Anna, jefe del Ejército de Operaciones.

Al mismo tiempo, desde San Luis Potosí, partieron el coronel Mariano Paredes y Arrillaga al mando del 11.º de infantería, el coronel Cayetano Montoya con el Activo de Querétaro, el coronel Gayón con el Activo de Guanajuato, los coroneles José Joaquín Garate y José Antonio Barragán al mando de los batallones 1.º y 2.º de San Luis Potosí respectivamente, el coronel inspector José Márquez con las milicias cívicas de San Luis, el coronel Arleguí con el 9.º de caballería, todos ellos bajo las órdenes del general Zenón Fernández. En el Valle del Maíz se le unieron el general Francisco Valdivieso y el capitán Gabriel Maciel con las compañías de caballería del Valle de San Francisco. Paralelamente, desde la Huasteca avanzaba el coronel José Velázquez. Toda esta fuerza militar se dirigió a Villerías Altamira.
El 11 de agosto Santa Anna llegó a Tuxpan, al día siguiente se dirigió con sus tropas hacia el Pueblo Viejo de Tampico cerca de la desembocadura del Río Pánuco. El día 15, el brigadier Barradas, emulando a Hernán Cortés, ordenó al almirante Laborde zarpar con toda la flota que se encontraba anclada en la costa con rumbo a Cuba, su intención era regresar por los refuerzos de un segundo ejército español y  eliminar cualquier tentación de deserción por parte de sus tropas.
El almirante, comprendiendo la gravedad de esta decisión, solicitó que se extendiera la orden por escrito. A pesar de que Aviraneta y un coronel trataron de disuadir al brigadier, la flota abandonó las costas mexicanas. El día 16, 1800 españoles al mando de Barradas dejaron Tampico y se dirigieron a Altamira en búsqueda de víveres, durante su marcha fueron hostilizados de forma esporádica por el capitán mexicano Domingo Ugartechea, quien aprovechó las arboledas para ejercer esta táctica de pegar y desaparecer con ayuda de sus dragones y caballería. El general Manuel Mier y Terán con un contingente de 200 hombres y 2 piezas de artillería apoyó la operación. Felipe de la Garza evacuó Altamira y se retiró hacia El Chocolate, Los Esteros y el Rancho El Chocoy. Al llegar Barradas a la plaza de Altamira sólo encontró desolación, ya que, arrasado por la misma población, no había ni gente ni víveres.
El 20 de agosto por la noche, Santa Anna pretendió soprender a los 600 españoles emplazados en la ciudad de  Tampico. Partiendo desde El Humo embarcó a sus hombres en cayucos para cruzar sigilosamente el río, pero a un miliciano cívico se le fue un tiro propiciando así una balacera entre las propias tropas mexicanas. Sin más remedio Santa Anna ordenó seguir el avance franco en tres columnas hacia Tampico, el combate se prolongó hasta las 14:00 h del día siguiente. Dos lanchas cañoneras desde el río atacaban a los mexicanos, las tropas mexicanas atacaron el edificio del coronel Salomón, quedando más de 100 muertos en el encuentro por ambas partes. El coronel Salomón enarboló la bandera blanca para negociar la rendición de la plaza. Durante la tregua parlamentaria, los 1800 hombres que comandaba Barradas en Altamira llegaron de regreso al sitio del combate. Santa Anna se encontró en una situación comprometida, sus tropas habían sido rodeadas por una fuerza muy superior, no obstante, Barradas con pundonor militar respetó la tregua negociada y accedió a la entrevista. Las fuerzas de ambos bandos acordaron regresar al estado original del combate, los españoles se mantuvieron en el puerto de Tampico y los mexicanos regresaron al Pueblo Viejo.

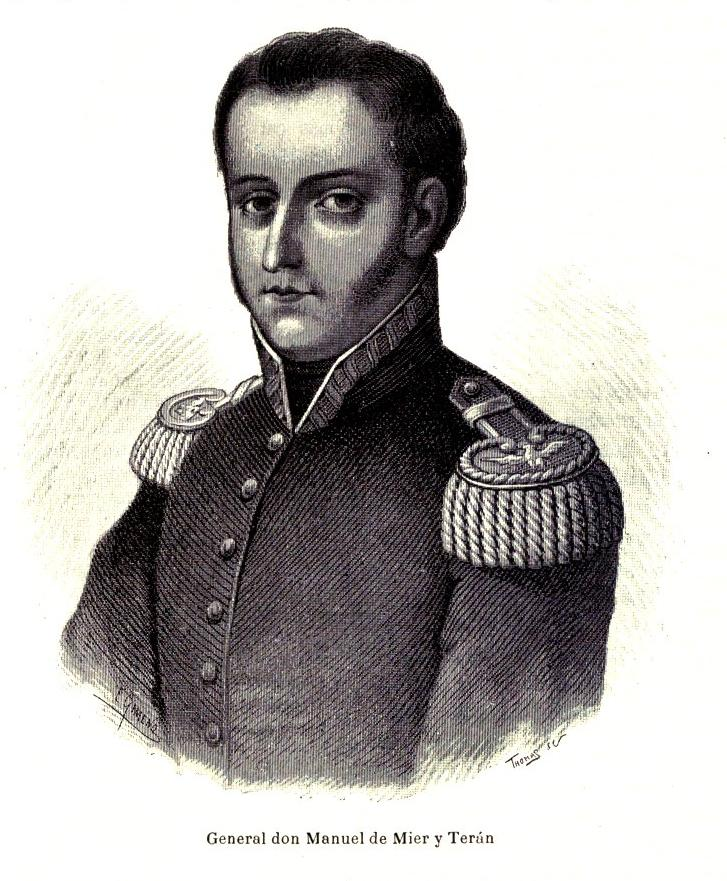
General Manuel Mier y Terán, segundo jefe del Ejército de Operaciones.

 De acuerdo con Santa Anna, esta aparente benevolencia del General español se debió a los informes exagerados que el brigadier Salomon le llevó sobre un supuesto ejército de 20 000 mexicanos que se encontraba en Pueblo Viejo.
De la Garza y Mier y Terán se reunieron con Santa Anna en el río Pánuco, sumando así una tropa de 1500 hombres. El general en jefe ordenó distribuir su fuerza en Altamira, Doña Cecilia, El Humo y Las Piedras, designó a Mier y Terán como segundo jefe del Ejército de Operación y envió a De la Garza comisionado a la Ciudad de México. Mientras tanto los españoles construyeron un fortín en La Barra, en la ribera izquierda del río, la cual sería defendida por 600 hombres dirigidos por el coronel Luis Vázquez quien además contaba con 4 piezas de artillería previamente capturadas a los mexicanos. El 25 de agosto, Barradas envió una carta a Santa Anna para proponer una reunión en El Humo, a la cual asistiría Aviraneta. Su respuesta fue negativa, argumentó que había recibido órdenes recientes en las cuales el gobierno le prescribió parlamentar solamente en caso de capitulación, no obstante se ofreció a transmitir al presidente la petición. Esta situación daría un compás de espera para dar tiempo a la llegada de la División de San Luis Potosí. Al día siguiente, Santa Anna envió copias de las cartas al secretario de Guerra y al presidente, pero recomendó no hacer caso a la petición y solicitó recursos.
El 29 de agosto, el presidente Vicente Guerrero giró órdenes para formar un Ejército de Reserva, el cual estaría bajo el mando del vicepresidente Anastasio Bustamante y José Joaquín de Herrera, esta fuerza militar estaría acontanda en Xalapa, Córdoba y Orizaba lista para desplazarse en caso necesario. Asimismo se organizó la División del Sur al mando del general Isidoro Montes de Oca y se insistió a los Estados organizar sus miliciass cívicas para estar preparados ante cualquier eventualidad.
El 3 de septiembre una patrulla española que realizaba labores de descubierta fue atacada en el camino de Altamira por una avanzada enemiga emboscada y murieron dos lanceros, el sargento que los mandaba y un prisionero. Al día siguiente, la balandra española, tan necesaria para comunicarse con el fortín de La Barra, fue capturada haciendo prisioneros a los cuatro soldados que hacían la guardia; logró huir el oficial al mando que saltó por
la borda. Se envió una lancha artillada para intentar rescatar la embarcación pero todo fue inútil.
Finalmente, el 7 de septiembre, llegó la División de San Luis Potosí a Altamira para sumar una fuerza de casi 5000 efectivos. La plaza quedó defendida por el general Zenón Fernández con los cívicos de Tamaulipas y con la mayor parte de las fuerzas que habían llegado. Mier y Terán avanzó con mil hombres y tres piezas de artillería hacia Doña Cecilia en el Pánuco, su fuerza estaba conformada por el 11.º de Infantería al mando del coronel Paredes y Arrillaga, la Compañía de Cazadores del 1.º batallón de San Luis al mando del capitán José María Esparza, la 2a. Compañía de Granaderos de Cívicos de San Luis comandada por los tenientes J. Larumbe y Rafael Manrique de Lara, la 2a. Compañía de Preferencia de San Luis bajo el mando del coronel José Márquez y la 2a. Compañía de Tampaulipas. Las tropas mexicanas se posicionaron en la hacienda del paso de Doña Cecilia e instalaron en la Laguna del Carpintero un fortín y campamento militar, cortando la comunicación de las fuerzas españolas.
El 8 de septiembre, Santa Anna envió un mensaje a Barradas solicitando la rendición incondicional dando un ultimátum de 48 horas. En respuesta, Barradas pidió paso franco para evacuar el país, pero Santa Anna no aceptó la petición argumentado haber recibido órdenes específicas de rendición incondicional o lucha a muerte. Al día siguiente, Barradas negó la rendición incondicional y con una tropa debilitada por la fiebre amarilla o vómito negro se dispuso al combate, el cual iniciaría al terminar el armisticio pactado. De forma inesperada, un furioso ciclón tropical penetró en el área al atardecer, con la lluvia incesante toda la noche el río Pánuco se desbordó anegando las fortificaciones de ambos bandos. El día 10 amaneció aún lloviendo, los cívicos mexicanos habían desertado por la tormenta, a las 16:00 h Santa Anna ordenó el ataque al fortín español  con una columna de 1000 hombres dirigida por el teniente coronel Pedro Lemus, las condiciones sobre terreno fangoso y resbaladizo fueron muy difíciles, la lucha se prolongó por toda la noche y  hasta el día siguiente sin lograr tomar el fortín. Los españoles solicitaron una tregua para atender a sus heridos. A las 15:00 h del 11 de septiembre finalmente el coronel José Miguel Salomón y el teniente coronel Fulgencio Salas firmaron la rendición, la cual fue ratificada por el brigadier Barradas en Tampico.
El saldo del combate reportó 127 muertos y 191 heridos mexicanos, entre ellos el teniente coronel Acosta, los tenientes Tamariz, Mendoza, Moreno y Quintero, Alva y Valdés, el subteniente Agüeros y el paisano Pablo Arellano. Las tropas españolas reportaron 104 muertos y 66 heridos.

« En seguida, a la cabeza de una columna de mil quinientos hombres intimé rendición al comandante del fortín, ofreciéndole los honores de la guerra; pero provocado con su contestación altanera, lo ataqué rudamente sin atender a sus fosos y estacadas; la lucha fue encarnizada y duró once horas continuadas, desde las seis de la tarde a las cinco de la mañana del siguiente día, hora en que el fanfarrón se rindió a discreción por haber sido herido de gravedad ... Triunfo costoso, pero decisivo y glorioso.

El general en jefe enemigo se mantuvo inactivo en el cuartel general. El fuego atronante de toda la noche y los veinte mil hombres que suponía enfrente, lo impresionaron tanto que me envío al brigadier Salomon para hacerme saber que estaba rendido a discreción. Un anunció tan plausible y sorprendente me hizo exclamar: ¡Ah, bien se ha dicho que cuando la fortuna da, da a manos llenas!
El 11 de septiembre de 1829, al extender el sol sus benéficos rayos, la primera división real de vanguardia en las riberas del Pánuco me entregaba sus armas y sus banderas, según las fórmulas de la guerra, presentando triple fuerza a la mía. A los generales, jefes y oficiales, les concedí el uso de sus espadas. Los destinos de México quedaron asegurados irrevocablemente en aquel día memorable.
El general don Isidro Barradas, al cerciorarse que en el Pueblo Viejo no había más fuerzas que la que vio formada al entregar sus armas y banderas, maldijo sus errores: sus lamentaciones excitaban la compasión. En New Orleans, entregado a la pena, murió a poco tiempo.
Como es de costumbre, aplausos en México al vencedor, ovaciones por todas partes. El Congreso general se sirvió darme el dictado de Benemérito de la Patria; el gobierno me ascendió a general de división enviándome las divisas para que me fueran puestas, las que me puso con sus propias manos mi segundo, el general Manuel de Mier y Terán, en el lugar donde los invasores rindieron sus armas; algunas legislaturas me acordaron espadas de honor y el pueblo me apellidó el Vencedor de Tampico.

Pensando que el país iba a entregarse al reposo, me retiré a mi hacienda de Manga de Clavo para participar de ese bien, pidiendo por gracia que no se me interrumpiera con ningún llamado; pero me equivocaba, los trastornos continuaron con vigor. El general don Anastasio Bustamante, vicepresidente de la República, con el ejército de reserva Que tenía a su mando en la ciudad de Jalapa, se alzó contra el presidente don Vicente Guerrero, bajo un plan Que publicó. Al momento interpuse mis ruegos con Bustamante para que desistiera de su propósito, pero él aspiraba al poder y a nada atendió.
Antonio López de Santa Anna»

## Capitulación

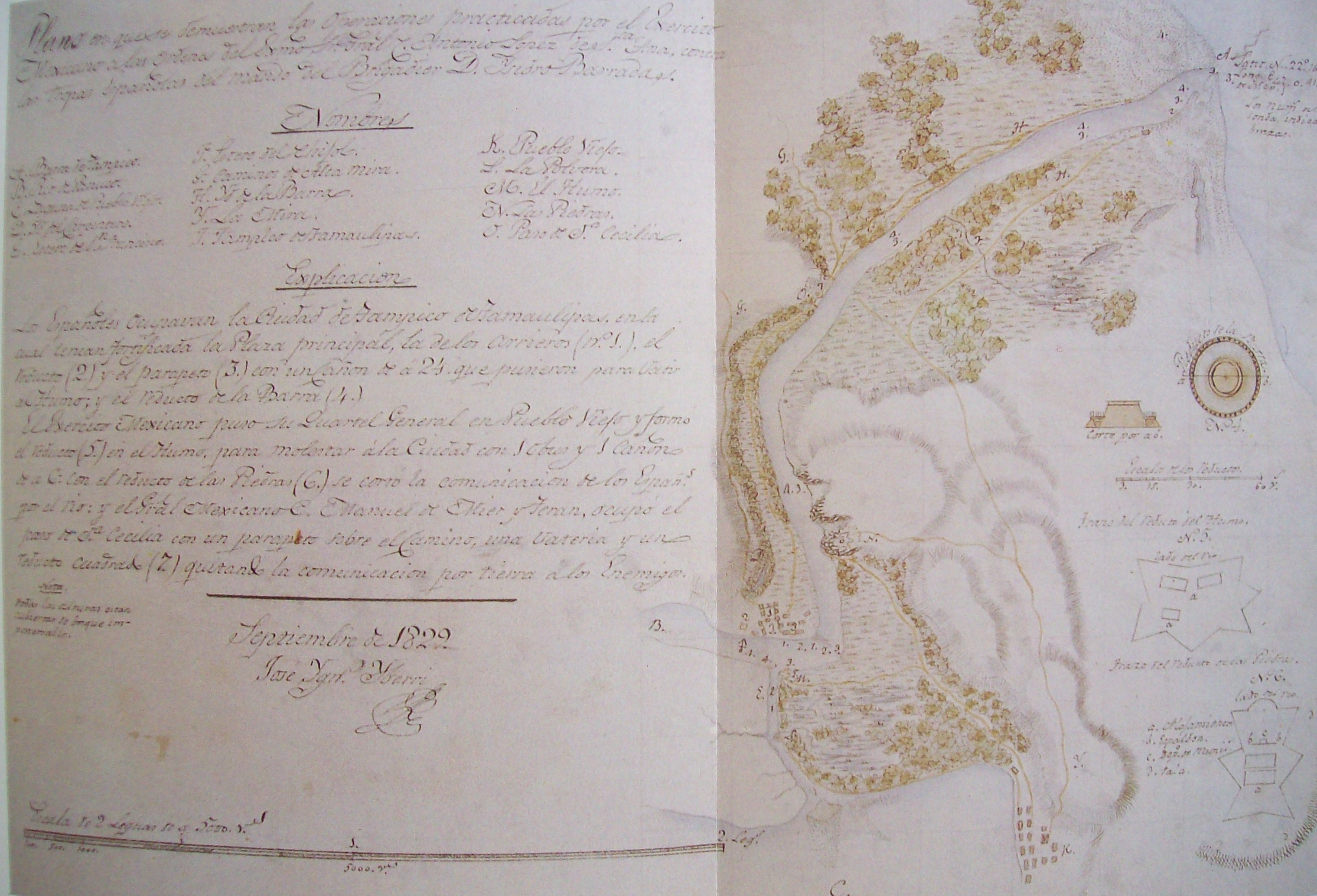
Plano de la Batalla de Tampico realizado por el coronel José Ignacio Iberri.

El día 11 de septiembre, se reunieron en el cuartel del Pueblo Viejo de Tampico por parte del Ejército de Operaciones los coroneles Pedro Landero, José Ignacio Iberri y José Antonio Mejía; y por parte de la División de Vanguardia el coronel José Miguel Salomón y el teniente coronel Fulgencio Salas para redactar la capitulación, la cual contenía 10 artículos, y fue confirmada en la Casa Fuerte de Castilla:
1° Las tropas que ocupaban La Barra y el Fortín entregarían sus armas a la división mexicana, permitiendo a los oficiales españoles conservar sus espadas.
2° Las tropas que ocupaban Tampico entregarían armas, banderas y cajas de guerra, de igual forma los oficiales conservarían sus espadas.
3° El ejército mexicano respetaría la vida y propiedad privada de la tropa española.
4° La División española se trasladaría a Ciudad Victoria para esperar su embarque a La Habana.
5.º Partirían dos oficiales españoles a La Habana para solicitar el transporte.
6° La manutención y transportes sería a cargo del general español.
7° Enfermos y heridos serían atendidos en el hospital del ejército mexicano pero asistidos por médicos españoles.
8.º Transporte de bagajes y víveres serían a cargo de la División española.
9° El teniente coronel jefe de la Plana Mayor de la División española sería el encargado de hacer cumplir la capitulación a su tropa.
10° El ejército mexicano nombraría un jefe y un oficial de Estado Mayor para facilitar provisiones y acuartelamiento a la División española.
Adicionalmente, todos los oficiales y tropas españolas se comprometieron a no volver a tomar las armas en contra de la República mexicana. El documento fue ratificado finalmente por Isidro Barradas y Antonio López de Santa Anna. El 13 de septiembre, el brigadier Barradas se embarcó rumbo a Nueva Orleans con el objetivo de conseguir transportes y víveres para su tropa, al día siguiente Santa Anna escribió un informe pormenorizado para enviarlo al presidente.  El 15 de septiembre de 1829, ante la incertidumbre del resultado de la invasión española, el presidente Vicente Guerrero publicó el Decreto de Abolición de la Esclavitud en México, el cual reiteró uno de los ideales de la insurgencia durante la guerra de independencia. El día 20, encontrándose en el teatro de la Ciudad de México, Vicente Guerrero recibió el informe de la victoria en Tampico del ejército mexicano, el público atento al palco presidencial irrumpió en aplausos y vivas a la república. La noticia de la victoria se publicó en el Boletín Oficial al día siguiente. Después de varios días de demostraciones de regocijo, se celebró una misa solemne en la Villa de Guadalupe.

## Reacciones y consecuencias
Esta victoria mexicana mostró al mundo que México podía sostener su soberanía por las armas, algunas potencias extranjeras reconocieron inmediatamente la independencia del joven país.  Esta guerra unió a los mexicanos, al menos por un corto período de tiempo, contra un invasor extranjero y demostró en los hechos que el Ejército Mexicano podía enfrentarse a ejércitos de naciones poderosas. Con este triunfo militar se consolidó la Independencia de México y prácticamente de la América española.  La Capitulación del Ejército Español escrita en Tampico dejó alrededor de 1800 prisioneros de guerra y el compromiso de no volver a tomar las armas contra México.   Las armas y banderas españolas rendidas en 1829 fueron símbolos de la soberanía mexicana y se mostraron con orgullo en el Congreso General Mexicano, el Palacio de Gobierno y en la Colegiata de Guadalupe durante el siglo XIX.   Para 1830, aún el gobierno de Fernando VII, inconforme con la experiencia de Tampico, planeó una nueva y más grande expedición. Lucas Alamán, a la sazón ministro de Relaciones, comenzó nuevamente a recaudar fondos para la defensa mexicana. Sin embargo el derrocamiento de rey borbón Carlos X de Francia y el ascenso de Luis Felipe de Orleans, en julio y agosto de 1830, afectó el régimen absolutista español. Por tal motivo los nuevos planes fueron aplazados indefinidamente. La Victoria de Tampico alcanzó relevancia e importancia nacional ya que fue la última ocasión que combatieron ejércitos mexicanos y españoles durante el proceso de Independencia de México terminando con una rendición y Capitulación por escrito del Ejército Español.  En 1836 finalmente España y México firman un "Tratado de Paz y Amistad" comenzando una nueva era de relaciones comerciales y diplomáticas con el reconocimiento y trato de México como país independiente.